# Copa das Nações da OFC de 2016
A Copa das Nações da OFC de 2016 foi a décima edição do torneio organizado pela Confederação de Futebol da Oceania (OFC). Foi realizado entre os dias 28 de maio e 12 de junho de 2016 em Porto Moresby na Papua-Nova Guiné com a participação de oito seleções, servindo como eliminatória para a Copa do Mundo FIFA de 2018, na Rússia. Como campeã, a Nova Zelândia se classificou para a Copa das Confederações FIFA de 2017.

## Participantes
As sete equipes mais bem posicionadas no ranking da FIFA de seleções se qualificaram automaticamente para a disputa da Copa das Nações. A última seleção participante foi definida na disputa entre as quatro seleções restantes da OFC, na primeira fase das eliminatórias para a Copa do Mundo.
| Seleção          | Qualificação              | Aparições | Melhor resultado                       |
| ---------------- | ------------------------- | --------- | -------------------------------------- |
| Ilhas Salomão    | Automática                | 6ª        | Vice-campeão (2004)                    |
| Fiji             | Automática                | 8ª        | Terceiro lugar (1998 e 2008)           |
| Nova Zelândia    | Automática                | 9ª        | Campeão (1973, 1998, 2002 e 2008)      |
| Nova Caledônia   | Automática                | 5ª        | Vice-campeão (2008 e 2012)             |
| Vanuatu          | Automática                | 8ª        | Quarto lugar (1973, 2000, 2002 e 2008) |
| Taiti            | Automática                | 8ª        | Campeão (2012)                         |
| Papua-Nova Guiné | Automática                | 3ª        | Primeira fase (1980, 2002 e 2012)      |
| Samoa            | Vencedor da primeira fase | 2ª        | Fase de grupos (2012)                  |

## Sorteio
O sorteio para a Copa das Nações da OFC foi realizado juntamente ao sorteio preliminar da Copa do Mundo de 2018 em 25 de julho de 2015.
A separação nos potes foi baseada no ranking da FIFA de julho de 2015 (mostrados entre parênteses).
- O pote 1 contém as seleções diretamente classificadas, ranqueadas entre 1–4.
- O pote 2 contém as seleções diretamente classificadas, ranqueadas entre 5–7 e mais o vencedor da primeira fase.

| Pote 1                                                                               | Pote 2                                                                                        |
| ------------------------------------------------------------------------------------ | --------------------------------------------------------------------------------------------- |
| 1. Nova Zelândia (136) 2. Nova Caledônia (167) 3. Taiti (188) 4. Ilhas Salomão (191) | 1. Vanuatu (197) 2. Fiji (199) 3. Papua-Nova Guiné (202) 4. Samoa (vencedor da primeira fase) |

## Fase de grupos
Legenda
|  | Equipes classificadas à fase final e à terceira fase das eliminatórias. |
|  | Equipes classificadas à terceira fase das eliminatórias.                |
|  | Equipes eliminadas.                                                     |

### Grupo A
| Pos | Equipe               | Pts | J | V | E | D | GP | GC | SG  | Classificado                                                                     |  | PNG | NCL | TAH | SAM |
| --- | -------------------- | --- | - | - | - | - | -- | -- | --- | -------------------------------------------------------------------------------- |  | --- | --- | --- | --- |
| 1   | Papua-Nova Guiné (H) | 5   | 3 | 1 | 2 | 0 | 11 | 3  | +8  | Qualificação para Copa das Nações da OFC de 2016 e Qualificação para Quarta Fase |  | —   | 1–1 | 2–2 | —   |
| 2   | Nova Caledônia       | 5   | 3 | 1 | 2 | 0 | 9  | 2  | +7  | Qualificação para Copa das Nações da OFC de 2016 e Qualificação para Quarta Fase |  | —   | —   | —   | 7–0 |
| 3   | Taiti                | 5   | 3 | 1 | 2 | 0 | 7  | 3  | +4  | Qualificação para Quarta Fase                                                    |  | —   | 1–1 | —   | 4–0 |
| 4   | Samoa                | 0   | 3 | 0 | 0 | 3 | 0  | 19 | −19 |                                                                                  |  | 0–8 | —   | —   | —   |

| 29 de maio     | Papua-Nova Guiné | 1 – 1                            | Nova Caledônia | Estádio Sir John Guise, Porto Moresby      |
| 16:00 (UTC+10) | Semmy 41'        | Relatório (FIFA) Relatório (OFC) | Saïko 83'      | Público: 4 231 Árbitro: NZL Matthew Conger |

| 29 de maio     | Taiti                                          | 4 – 0                            | Samoa | Estádio Sir John Guise, Porto Moresby       |
| 19:00 (UTC+10) | T. Tehau 2', 5' · Chong Hue 15' · A. Tehau 39' | Relatório (FIFA) Relatório (OFC) |       | Público: 4 720 Árbitro: FIJ Ravitesh Behari |

| 1 de junho     | Papua-Nova Guiné   | 2 – 2                            | Taiti                       | Estádio Sir John Guise, Porto Moresby    |
| 16:00 (UTC+10) | Gunemba 45+1', 64' | Relatório (FIFA) Relatório (OFC) | A. Tehau 66' · T. Tehau 76' | Público: 1 643 Árbitro: NZL Nick Waldron |

| 1 de junho     | Nova Caledônia                                                                                | 7 – 0                            | Samoa | Estádio Sir John Guise, Porto Moresby      |
| 19:00 (UTC+10) | Kayara 18', 30' · Nemia 28' · Zeoula 38' (pen) · Wadriako 53' · Cexome 79' · Dahite 89' (pen) | Relatório (FIFA) Relatório (OFC) |       | Público: 2 015 Árbitro: VAN Robinson Banga |

| 5 de junho     | Samoa | 0 – 8                            | Papua-Nova Guiné                                                          | Estádio Sir John Guise, Porto Moresby    |
| 16:00 (UTC+10) |       | Relatório (FIFA) Relatório (OFC) | Foster 13', 51' · Gunemba 33', 63', 85' · Dabinyaba 58', 74' · Upaiga 67' | Público: 2 678 Árbitro: VAN Joel Hopkken |

| 5 de junho     | Taiti          | 1 – 1                            | Nova Caledônia | Estádio Sir John Guise, Porto Moresby    |
| 19:00 (UTC+10) | T. Tehau 90+2' | Relatório (FIFA) Relatório (OFC) | Kaï 80'        | Público: 3 158 Árbitro: NZL Nick Waldron |

### Grupo B
| Pos | Equipe        | Pts | J | V | E | D | GP | GC | SG | Classificado                                                                     |  | NZL | SOL | FIJ | VAN |
| --- | ------------- | --- | - | - | - | - | -- | -- | -- | -------------------------------------------------------------------------------- |  | --- | --- | --- | --- |
| 1   | Nova Zelândia | 9   | 3 | 3 | 0 | 0 | 9  | 1  | +8 | Qualificação para Copa das Nações da OFC de 2016 e Qualificação para Quarta Fase |  | —   | 1–0 | 3–1 | —   |
| 2   | Ilhas Salomão | 3   | 3 | 1 | 0 | 2 | 1  | 2  | −1 | Qualificação para Copa das Nações da OFC de 2016 e Qualificação para Quarta Fase |  | —   | —   | 0–1 | —   |
| 3   | Fiji          | 3   | 3 | 1 | 0 | 2 | 4  | 6  | −2 | Qualificação para Quarta Fase                                                    |  | —   | —   | —   | 2–3 |
| 4   | Vanuatu       | 3   | 3 | 1 | 0 | 2 | 3  | 8  | −5 |                                                                                  |  | 0–5 | 0–1 | —   | —   |

| 28 de maio     | Nova Zelândia                                 | 3 – 1                            | Fiji                | Estádio Sir John Guise, Porto Moresby    |
| 16:00 (UTC+10) | Tzimopoulos 16' · Fallon 41' · Wood 61' (pen) | Relatório (FIFA) Relatório (OFC) | Krishna 45+2' (pen) | Público: 500 Árbitro: TAH Norbert Hauata |

| 28 de maio     | Vanuatu | 0 – 1                            | Ilhas Salomão | Estádio Sir John Guise, Porto Moresby      |
| 19:00 (UTC+10) |         | Relatório (FIFA) Relatório (OFC) | Donga 19'     | Público: 1 611 Árbitro: NCL Médéric Lacour |

| 31 de maio     | Vanuatu | 0 – 5                            | Nova Zelândia                                               | Estádio Sir John Guise, Porto Moresby |
| 16:00 (UTC+10) |         | Relatório (FIFA) Relatório (OFC) | Wood 4', 5' · McGlinchey 10' · Fallon 19' · Barbarouses 45' | Público: 520 Árbitro: PNG Amos Anio   |

| 31 de maio     | Ilhas Salomão | 0 – 1                            | Fiji              | Estádio Sir John Guise, Porto Moresby   |
| 19:00 (UTC+10) |               | Relatório (FIFA) Relatório (OFC) | Krishna 85' (pen) | Público: 798 Árbitro: TAH Kader Zitouni |

| 4 de junho     | Fiji                      | 2 – 3                            | Vanuatu                                           | Estádio Sir John Guise, Porto Moresby   |
| 16:00 (UTC+10) | Kautoga 51' · Krishna 69' | Relatório (FIFA) Relatório (OFC) | Fred 19' · Masauvakalo 41' · B. Kaltack 75' (pen) | Público: 900 Árbitro: TAH Kader Zitouni |

| 4 de junho     | Nova Zelândia | 1 – 0                            | Ilhas Salomão | Estádio Sir John Guise, Porto Moresby      |
| 19:00 (UTC+10) | Adams 80'     | Relatório (FIFA) Relatório (OFC) |               | Público: 1 295 Árbitro: TAH Norbert Hauata |

## Fase final
|  | Semifinais                 | Semifinais       |       |  | Final                       | Final |  |
|  |                            |                  |       |  |                             |       |  |
|  | 8 de junho – Porto Moresby |                  |       |  |                             |       |  |
|  | Nova Zelândia              | 1                |       |  |                             |       |  |
|  | Nova Caledônia             | 0                |       |  |                             |       |  |
|  |                            |                  |       |  |                             |       |  |
|  |                            |                  |       |  | 11 de junho – Porto Moresby |       |  |
|  |                            |                  |       |  | Nova Zelândia               | 0 (4) |  |
|  |                            | Papua-Nova Guiné | 0 (2) |  |                             |       |  |
|  |                            |                  |       |  |                             |       |  |
|  |                            |                  |       |  |                             |       |  |
|  |                            |                  |       |  |                             |       |  |
|  | 8 de junho – Porto Moresby |                  |       |  |                             |       |  |
|  | Papua-Nova Guiné           | 2                |       |  |                             |       |  |
|  | Ilhas Salomão              | 1                |       |  |                             |       |  |

### Semifinais
| 8 de junho     | Nova Zelândia | 1 – 0                            | Nova Caledônia | Estádio Sir John Guise, Porto Moresby     |
| 16:10 (UTC+10) | Wood 49'      | Relatório (FIFA) Relatório (OFC) |                | Público: 1 379 Árbitro: TAH Kader Zitouni |

| 8 de junho     | Papua-Nova Guiné           | 2 – 1                            | Ilhas Salomão | Estádio Sir John Guise, Porto Moresby      |
| 19:40 (UTC+10) | Foster 38' · Dabinyaba 82' | Relatório (FIFA) Relatório (OFC) | Molea 41'     | Público: 3 548 Árbitro: NZL Matthew Conger |

### Final
| 11 de junho    | Nova Zelândia | 0 – 0 (pro)                      | Papua-Nova Guiné | Estádio Sir John Guise, Porto Moresby       |
| 16:00 (UTC+10) |               | Relatório (FIFA) Relatório (OFC) |                  | Público: 13 000 Árbitro: TAH Norbert Hauata |

|                                   |       | Penalidades                 |  |
| Fallon Michael Dyer Brockie Rojas | 4 – 2 | Upaiga Semmy Foster Gunemba |  |

## Premiação
| Copa das Nações da OFC de 2016    |
| Nova Zelândia                     |
| --------------------------------- |
| NOVA ZELÂNDIA Campeão (5º título) |